# Sân bay quốc tế Chu Thủy Tử Đại Liên
Sân bay quốc tế Chu Thủy Tử Đại Liên (Tiếng Hoa giản thể: 大连周水子国际机场, Tiếng Hoa Phồn Thể: 大連周水子國際機場, bính âm: Dàlián Zhōushuǐzǐ Guójì Jīchǎng), tên giao dịch quốc tế: Dalian Zhoushuizi International Airport (IATA: DLC, ICAO: ZYTL) là một sân bay ở quận Cam Tỉnh Tử, Đại Liên, Trung Quốc. Sân bay này được xem là sân bay quân sự nhưng cũng đã mở cửa cho hàng không dân dụng dùng chung. Ngày 7 tháng 3 năm 2002, chuyến bay số 6136 của hãng Hoa Bắc trên đường từ Bắc Kinh đi Đại Liên đã rớt gần Đại Liên, làm thiệt mạng tất cả những người trên máy bay.
Năm 2005, 5,41 triệu hành khách sử dụng sân bay này.

## Các hãng hàng không và các điểm đến

### Hành khách
| Hãng hàng không                           | Các điểm đến | Nhà ga  |
| ----------------------------------------- | --- | ------- |
| Air China                                 | Bắc Kinh-Thủ đô, Thiên Tân | Nội địa |
| Air China                                 | Fukuoka, Hiroshima, Hong Kong, Osaka-Kansai, Tokyo-Narita | Quốc tế |
| Air China vận hành bởi Dalian Airlines    | Baotou, Bắc Kinh-Thủ đô, Trường Sa, Thành Đô, Quảng Châu, Hàng Châu, Hợp Phì, Hohhot, Nam Kinh, Thanh Đảo, Thượng Hải-Phố Đông, Thâm Quyến, Thiên Tân, Tây An, Ngân Xuyên | Nội địa |
| All Nippon Airways                        | Osaka-Kansai | Quốc tế |
| All Nippon Airways vận hành bởi Air Japan | Tokyo-Narita | Quốc tế |
| Asiana Airlines                           | Seoul-Incheon | Quốc tế |
| Beijing Capital Airlines                  | Hải Khẩu, Hàng Châu, Ninh Ba, Vũ Hán, Tây An | Nội địa |
| Chengdu Airlines                          | Thành Đô, Jining, Taiyuan | Nội địa |
| China Airlines                            | Đài Bắc-Đào Viên | Quốc tế |
| China Eastern Airlines                    | Bắc Kinh-Thủ đô, Trường Sa, Changzhou, Chaoyang, Thành Đô, Trùng Khánh, Phúc Châu, Hàng Châu, Harbin, Hoài An, Côn Minh, Luoyang, Nam Kinh, Thanh Đảo, Qiqihar, Rizhao, Thượng Hải-Phố Đông, Thâm Quyến, Wuxi, Tonghua, Vũ Hán, Hạ Môn, Tây An, Yichun, Trịnh Châu | Nội địa |
| China Express Airlines                    | Baotou, Chifeng, Trùng Khánh, Dongying, Hailar, Hàng Châu, Hohhot, Jining, Côn Minh, Lianyungang, Nanyang, Qinhuangdao, Tam Á, Thạch Gia Trang, Thiên Tân, Tianshui, Ulanhot, Weihai, Xining, Yulin, Zhoushan | Nội địa |
| China Southern Airlines                   | Baotou, Bắc Kinh-Thủ đô, Trường Sa, Thành Đô, Trùng Khánh, Daqing, Quảng Châu, Guilin, Quý Dương, Hải Khẩu, Hàng Châu, Hohhot, Tế Nam, Côn Minh, Lanzhou, Mudanjiang, Nanchang, Nam Kinh, Nam Ninh, Ninh Ba, Thanh Đảo, Qiqihar, Tam Á, Thượng Hải-Phố Đông, Shantou, Thâm Quyến, Thạch Gia Trang, Taiyuan, Thiên Tân, Urumqi, Vũ Hán, Hạ Môn, Tây An, Xining, Yanji, Yinchuan, Trịnh Châu, Zhuhai | Nội địa |
| China Southern Airlines                   | Cheongju, Jeju, Nagoya-Centrair, Osaka-Kansai, Seoul-Incheon, Đài Bắc-Đào Viên, Tokyo-Narita, Toyama | Quốc tế |
| China United Airlines                     | Bắc Kinh-Nam Uyển | Nội địa |
| Donghai Airlines                          | Ninh Ba, Thâm Quyến | Nội địa |
| Eastar Jet                                | Cheongju | Quốc tế |
| Hainan Airlines                           | Bắc Kinh-Thủ đô, Phúc Châu, Quảng Châu, Quý Dương, Hàng Châu, Hợp Phì, Jiamusi, Nam Kinh, Ninh Ba, Thượng Hải-Phố Đông, Thâm Quyến, Taiyuan, Weifang | Nội địa |
| Hainan Airlines                           | Đài Bắc-Đào Viên | Quốc tế |
| Japan Airlines                            | Tokyo-Narita | Quốc tế |
| Jin Air                                   | Thuê chuyến: Seoul-Incheon | Quốc tế |
| Juneyao Airlines                          | Tam Á, Nam Kinh, Thượng Hải-Phố Đông, Ôn Châu, | Nội địa |
| Lucky Air                                 | Côn Minh, Vũ Hán | Nội địa |
| Korean Air                                | Seoul-Incheon | Quốc tế |
| Okay Airlines                             | Trường Sa, Hàng Châu, Thiên Tân, Yên Đài | Nội địa |
| Shandong Airlines                         | Trùng Khánh, Quý Dương, Hàng Châu, Tế Nam, Mudanjiang, Thanh Đảo, Hạ Môn | Nội địa |
| Shanghai Airlines                         | Thượng Hải-Phố Đông | Nội địa |
| Shenzhen Airlines                         | Trùng Khánh, Phúc Châu, Quảng Châu, Quý Dương, Tế Nam, Nam Kinh, Nam Ninh, Nantong, Thâm Quyến, Wuxi, Trịnh Châu | Nội địa |
| Sichuan Airlines                          | Thành Đô, Trùng Khánh, Hàng Châu, Tế Nam, Côn Minh, Xuzhou | Nội địa |
| Spring Airlines                           | Changbaishan, Changzhou (bắt đầu từ ngày 1/7/2016), Thượng Hải-Phố Đông, Thạch Gia Trang | Nội địa |
| Spring Airlines                           | Bangkok-Suvarnabhumi (bắt đầu từ ngày 1/7/2016) | Quốc tế |
| Tianjin Airlines                          | Hohhot, Linyi, Nam Kinh, Nam Ninh, Ninh Ba, Thanh Đảo, Thượng Hải-Phố Đông, Thiên Tân, Urumqi, Weihai, Ôn Châu, Yên Đài, Yuncheng, Trịnh Châu, Zunyi | Nội địa |
| Uni Air                                   | Đài Bắc-Đào Viên | Quốc tế |
| Xiamen Airlines                           | Trường Sa, Phúc Châu, Hàng Châu, Tế Nam, Nam Kinh, Thanh Đảo, Thiên Tân, Hạ Môn | Nội địa |
| Xiamen Airlines                           | Macau | Quốc tế |

### Hàng hóa
| Hãng hàng không   | Các điểm đến                   |
| ----------------- | ------------------------------ |
| Air China Cargo   | Frankfurt, Thượng Hải-Phố Đông |
| ANA Cargo         | Osaka-Kansai, Tokyo-Narita     |
| Emirates SkyCargo | Dubai-Al Maktoum               |